# 樂善堂楊葛小琳中學
樂善堂楊葛小琳中學（英語：Lok Sin Tong Young Ko Hsiao Lin Secondary School，簡稱楊中、LSTYKHLSS）為九龍樂善堂（簡稱樂善堂）轄下中學之一。位於沙田區大圍隆亨邨。

## 簡史
樂善堂楊葛小琳中學成立於1990年9月。地皮原計劃預留作建造1980年代相連式標準中學校舍，不過教育署於1988年接納採取建築署新設計的靈活式校舍（通稱「平禧校舍」），於是將本來相連的中學校舍地皮一分為二，南部批給博愛醫院作獨立校舍，亦即博愛醫院陳楷紀念中學，而北面批予樂善堂。根據批地條款，兩所校舍的工程於1988年同期展開，並批給耀榮建築有限公司承建，於1990年9月1日前交付，以便於1990-91年度開課。由此，樂善堂楊葛小琳中學與相鄰的陳楷紀念中學，是全港首批落成的同類校舍。
樂善堂楊葛小琳中學於九龍樂善堂慶祝成立110週年時籌辦，由台灣商人楊棟先生伉儷捐款成立，於無線電視節目「今宵齊頌樂善堂」中由楊棟夫人楊葛小琳女士移交支票予樂善堂主席張念平先生，並將中學命名為「樂善堂楊葛小琳中學」。
楊中的成立亦由多位善長捐款協助，多位善長（包括楊棟伉儷）的照片亦於學校入口的大堂展示，學校多間課室及特別室皆以善長命名。
學校新翼獲李庭津先生捐款100萬港元，冠名「李袁少芳紀念教學樓」，於2006-2007學年落成啟用，並製作「李袁少芳紀念教學樓開幕特刊」，同年鋪成全校光纖網絡。

## 校歌、校訓
各樂善堂學校皆使用統一的校歌及校訓。

### 校歌
樂善仁翁創我校，莘莘學子沐春風。
校舍敞明環境美，讀書之樂在其中。
家國事，責任重。
年雖少，志氣雄。
萬丈高樓平地起，求學做人一樣同。
前進！前進！向前進！
誓作民族前鋒。

### 校訓
樂善堂屬校校訓皆為「仁、愛、勤、誠」。印於學生手冊的校訓簡釋為：
(一)仁愛成德，推己及人，大公無私，愛眾親仁。
(二)學問之道，浩瀚無涯，努力不懈，方克有成。
(三)成己成物，立己立人，處世行事，誠之為貴。
各屬校施教方針均以學生為重，本著重發展個人潛能，透過有趣的學習、體驗合作，建立積極樂觀人生態度和培養熱心服務，報答社會國家的豁達胸懷。

## 學校設施
楊中校舍樓高7層，設有新翼。全校課室、特別室及禮堂均設有冷氣，並有學生活動中心、多媒體教學中心、語言學習室、觀課室、電腦室3間及課室30間（不設流動班）。課室已設電腦、擴音器、LCD投影機及實物投影機。全校鋪設光纖網絡及wifi。
- 地下︰校務處（校長室、兩所副校長室及醫療室設於校務處內）、禮堂、操場、有蓋操場
- 1樓︰多媒體學習室、設計與科技工場（2020年9月起稱「Technovation Centre」）、電腦室1間、校園電視台、航空訓練室
- 2樓︰教員室、Language Laboratory（語言學習室）、English Corner（英語角）
- 3樓︰「熊貓書屋」圖書館、家政室、音樂室、R Square（學生休息室，內設由學生營運之「TeenBiz」小賣部售賣學生日常用品）
- 4樓︰地理室、視覺藝術室、升學及就業輔導室
- 5樓︰生物實驗室、綜合科學實驗室、電腦教學室
- 6樓︰物理實驗室、化學實驗室、學生活動中心
- 7樓︰會議室、教員休息室、體適能訓練中心

## 開設科目
- 中一級至中三級：

以中文為教學語言︰中國語文、中史、普通話、體育、家政、設計與科技、音樂、視覺藝術、電腦
以英文為教學語言︰英國語文
按班別／組別訂定教學語言／校本課程︰數學、綜合科學、地理（中一及三）、歷史（中一及三）、公民經濟與社會（中一）、綜合人文（中二）、生活與社會（中三）、綜合商業（中三）
- 中四級至中六級：

以中文為教學語言︰中國語文、公民與社會發展科、中史、歷史、旅遊與款待、視覺藝術、地理、經濟、資訊及通訊科技、體育（體育科不參加公開試）
以英文為教學語言︰英國語文、物理、化學、延伸數學
按班別／組別訂定教學語言／校本課程︰數學、企業會計與財務概論、生物

## 週年活動
楊中每學年皆有舉辦以下活動：
- 開學禮
- 戶外學習日
- 田徑運動大會
- 聖誕聯歡會
- 學生會幹事、四社及服務組織聯合就職典禮
- 四社會員大會
- 視藝科畢業生作品展
- 中文週、英文週、數理週及社際數理問答比賽
- Sing球大戰(歌唱比賽)
- 學生會日
- 中六畢業典禮
- 結業頒獎禮

## 學生會
楊中設有學生會，學生會大多由中五同學組成，由全校學生選岀。
| 歷屆學生會              |             |
| ----------------------- | ----------- |
| 2016-2017（第二十一屆） | Miracle     |
| 2017-2018（第二十二屆） | Milestone   |
| 2018-2019（第二十三屆） | Blossom     |
| 2019-2020（第二十四屆） | Phoenix     |
| 2020-2021（第二十五屆） | Soleil      |
| 2021-2022（第二十六屆） | Tetris      |
| 2022-2023（第二十七屆） | Infinity    |
| 2023-2024（第二十八屆） | Dodecagon   |
| 2024-2025（第二十九屆） | MorningStar |

## 課外活動
楊中為教育局「全方位學習」示範學校。楊中亦有多種課外活動，校方規定每名學生不得參加少於一項課外活動，並只能擔任其中一項活動的主席或副主席，包括學生會會長及副會長、正副社長及學會正主席等。

### 服務類
- 陽光學生計劃
- 公益少年團暨社會服務團
- 少年警訊
- 圖書館學會
- 聖約翰救傷隊見習隊
- 樂善堂青少年服務隊
- 攝影及錄像學會
- 校園電視台
- 資訊科技委員會 I.T.學生服務隊
- 訓導委員會領袖生
- 升學及就業輔導委員會服務生
- 輔導委員會學長輔導
- 輔導委員會服務隊

### 體育類
- 田徑及長跑隊
- 籃球隊（設男、女子隊）
- 羽毛球校隊訓練班
- 羽毛球訓練班
- 乒乓球隊
- 排球隊（設男、女子隊）
- 足球隊
- 網球隊
- 劍擊組
- 單車隊
- 躲避盤隊

### 學術類
- 中文學會暨校園記者
- 英文學會
- 數理學會
- 視藝學會
- 電腦學會
- 家政學會
- 讀書會

### 藝術及興趣類
- 環保學會及環保教育推廣小組

【參與數屆青年氣候聯盟(於2013年獲十大最佳「青年氣候大使」優異獎)、曾有環保大使代表學校分別出征北極、肯亞及亞馬遜】
- 棋藝學會
- 戲劇學會
- 法語文化學會
- 無伴奏合唱團
- 小提琴、木結他、爵士鼓、電結他、長笛、色士風班及手鈴隊
- 中國書畫學會
- 手工藝學會
- 十字鏽學會
- 學校朗誦隊
- 新意念產品創作學會
- 應用科學學會
- 趣味減壓班
- 電影欣賞學會
- 舞蹈學會

### 學生會及社
- 學生會
- 仁社
- 愛社
- 勤社
- 誠社

### 其他（由校方統籌）
- 學生評議及諮議會
- 楊中團契（基督徒團契）
- 校本優質活動基金申請
- 暑期體育活動課外訓練課程
- 非學術類獎學金申請學生評選
- 五星級課外活動組織評選計劃

## 近年活動及成就

### 2011-2012
- Global Travel & Tourism Partnership(同學代表香港出席 GTTP 2011師生國際會議)
- Global Travel & Tourism Partnership(同學代表出席GTTP 2011專題研習報告比賽師生國際會議)
- 哈佛大學香港同學會(「哈佛書獎」優秀閱讀獎)「優秀閱讀獎」
- 香港專業教育學院(可再生能源系統設計比賽)安全大獎
- 外展教練計劃排球挑戰賽 2011(冠軍及有同學代表獲選為最有價值運動員)

### 2012-2013
- 第九屆沙田區傑出學生選舉(「沙田區傑出學生優勝盃」—初中組「個人表現卓越獎」、「和富傑出公民學生十優大使獎」)
- Magie Moment 由你創客戶服務設計比賽 (全港亞軍)
- 同學代表出征仁愛堂「啃亞」陸地之旅
- 協恩中學二人排球邀請賽2012(亞軍)
- ELCHK Lutheran Secondary School & Language Support Service Section(Best Content Award)
- 香港中文大學商學院政策分析辯論比賽(最具創意經濟短片獎及辯論優異獎)
- 香港大學及經濟日報(綠色企業創作兵團)「最受歡迎綠色企業計劃獎」
- 香港中文大學經濟辯論比賽(最具創意經濟短片獎)優異獎

### 2013-2014
- 青年氣候聯盟(青年氣候大使優異獎)
- 2013-14校際籃球比賽(丙二組)(冠軍)
- 同學代表出征仁愛堂陸地「亞馬遜」之旅
- 國泰航空飛躍理想(多位同學在國泰航空飛躍理想獲選為會員)
- 同學代表獲選為野外動向野外長征好漢
- 香港學校戲劇節2013-2014(多位同學獲傑出舞台效果獎)
- 第二屆沙田中學普通話辯論比賽(冠軍及有同學代表獲選為最差辯論員)
- GTTP 旅遊數攝影比賽(同學代表入選三甲，作品獲選代表香港)
- 第48屆工展會廣告短片創作比賽(網上最like廣告短片)
- 第48屆工展會廣告短片創作比賽(品牌冠名獎-銀龍百變形象獎)
- 第六十六屆香港校際朗誦節(普通話集誦冠軍)
- 明日領航者計劃(「家」「國」問答比賽初中組亞軍及全情投入獎亞軍)
- 個人際排球比賽「沙西(女子甲一組冠軍)
- 外展教練計劃-排球挑戰賽(冠軍及有同學代表獲選為最有價值運動員)
- 二朗區耆英排球挑戰賽(亞軍)

2015 
- 中六級經濟科同學參與經濟日報「語出驚人」經濟分析比賽，勇奪全世界季軍

## 直達學校的公共交通工具
港鐵
- 屯馬綫：顯徑站 (步行約15分鐘)
- 東鐵綫：大圍站

巴士：
- 46X、80、82K、85B、87B、88K、286X

小巴：
- 68K、68S、803、804

## 著名校友
- 鄧智堅：香港舞台劇演員
- 黃俊傑：公民黨副秘書長兼執行委員會成員
- 楊文蔚：香港田徑運動員，香港女子跳高紀錄保持者 (中三離校及轉校至拔萃女書院)
- 顏卓靈：香港女演員、歌手 (就讀中六及中七預科)
- 楊靖彤：香港女演員 (舞台劇及影視)
- 崔展鴻：香港作曲家
- 蔡丞峯：香港葡萄酒評審協會主席  （页面存档备份，存于）